# Vom Mysterium der Buchstaben
Vom Mysterium der Buchstaben (altgriechisch Περὶ τοῦ μυστηρίου τῶν γραμμάτων Peri tou mysteriou ton grammaton) ist ein anonym verfasstes christliches Werk über geheime Botschaften in Formen und Namen der griechischen bzw. hebräischen Buchstaben. Es entstand vermutlich im 6. Jahrhundert in Palästina.

## Überlieferungslage
Im Dezember 2007 waren drei griechische und eine koptisch-arabische Handschrift des Textes bekannt. Die Handschriften stammen aus dem 14. bis 16. Jahrhundert.

## Herkunft und Datierung
Das Werk wurde ursprünglich auf Griechisch abgefasst, und zwar im Raum Palästina. Nur eine der Handschriften nennt einen Autor: den Heiligen Sabas von Jerusalem (439–535). Aufgrund inhaltlicher Kriterien ist jedoch von einer Datierung nach Mitte des 6. Jahrhunderts auszugehen, so dass Sabas als Autor nicht infrage kommt.
Die Herausgeberin des griechischen Textes datiert das Werk in die zweite Hälfte des 6. Jahrhunderts. Bildungs- und philosophiefeindliche Tendenzen im Text bezieht sie auf die Origenistische Kontroverse des 6. Jahrhunderts, deren Hauptschauplatz Mar Saba, das bedeutendste von Sabas gegründete Kloster bildete. Aufgrund dieser Zusammenhänge und der Zuschreibung des Werkes an Sabas stellt sie die Hypothese auf, dass das Werk von einem Mönch – vermutlich einem Kalligraphen – aus dem Kloster Mar Saba verfasst wurde.

## Inhalt
Einleitend erklärt der Autor, dass er beim Studium der Johannesapokalypse durch den dreimal wiederholten Ausspruch „Ich bin das Alpha und das Omega“ auf das Mysterium des griechischen Alphabets aufmerksam geworden wäre. Durch intensives Gebet um Erleuchtung bezüglich des Sinnes dieses Satzes sei er auf den Sinai versetzt worden, wo er eine Offenbarung über die geheimen Botschaften der Buchstaben empfangen habe, die er nun an seine Leser weitergeben wolle.
Zunächst reduziert er das griechische Alphabet nach dem Vorbild des hebräischen Alphabets auf 22 Buchstaben. Diese erklärt er zum Bild von 22 Schöpfungswerken im biblischen Schöpfungsbericht und, diesen entsprechend, zum Bild von 22 „Werken“ Christi, d. h. von 22 Ereignissen in der christlichen Heilsgeschichte, von der Verkündigung Mariae bis zur Auferstehung und zweiten Wiederkunft.
Die Entsprechung zwischen Schöpfungsgeschichte, Christi Erdenleben und dem Alphabet arbeitet der Autor in den anschließenden Kapiteln weiter aus, indem er die Formen der griechischen Buchstaben auslegt als Darstellung teils der Schöpfungsgeschichte teils der christlichen Heilsgeschichte. Beispielsweise deutet er den Buchstaben Delta als Bild für Himmel und Erde, den Buchstaben Chi hinwieder als Bild für die Verbreitung der vier Evangelien in die vier Himmelsrichtungen. Dann trägt er seine Version einer Geschichte des Alphabets vor. Dabei verflicht er Motive aus griechischem Mythos und Hebräischer Bibel sowie anderen jüdischen und paganen Schriften miteinander. Nach seiner Darstellung wurde zuerst der Generation Henochs durch göttliche Eingebung das hebräische Alphabet vermittelt. Dessen Kenntnis ging jedoch durch die Verwirrung der Sprachen beim Turmbau zu Babylon verloren. Doch vom „Finger Gottes“ wurden nun die griechischen Buchstaben in eine steinerne Tafel eingeschrieben. Hier zitiert der Autor Ex 31,18 , wo von den Gebotstafeln des Mose gesagt wird, sie seien vom „Finger Gottes“ beschrieben gewesen. Diese Tafel geriet nach der Sintflut der Schar um Kadmos in die Hände, was dazu führte, dass die Buchstaben zuerst in Phönikien und Palästina Verbreitung fanden.
Den griechischen Buchstabenformen weist der Autor die hebräischen Buchstabennamen zu, da es sich seiner Meinung nach um die ursprünglichen Namen handelt. Ebendiese hebräischen Buchstabennamen übersetzt er ins Griechische und deutet sie als Lobpreis auf Jesus Christus. Daran schließt ein langer Exkurs über das Episemon (das griechische Zahlzeichen für 6) und dessen Pendant Waw (sechster Buchstabe des hebräischen Alphabets und hebräisches Zahlzeichen für 6) an. Auch in diesen erkennt der Autor Hinweise auf Jesus Christus.
Die letzten Kapitel des Traktats vertiefen bereits Angesprochenes und behandeln Themen von allgemeinerer Natur. So betrachtet der Autor ausführlich die Geschichte der Menschheit, deren Ablauf er einerseits in der Abfolge von Vokalen und Nichtvokalen im griechischen Alphabet, andererseits in der Struktur des biblischen Schöpfungsberichts wiederfindet. Ein langes Kapitel widmet er der Christologie, insbesondere der Zwei-Naturen-Lehre, wie sie auf dem Konzil von Chalcedon als Bestandteil des christlichen Glaubensbekenntnisses festgelegt wurde. Den Abschluss des Werkes bilden Spekulationen über den biblischen Namen Adam.